# Emil Leys-Paschbach

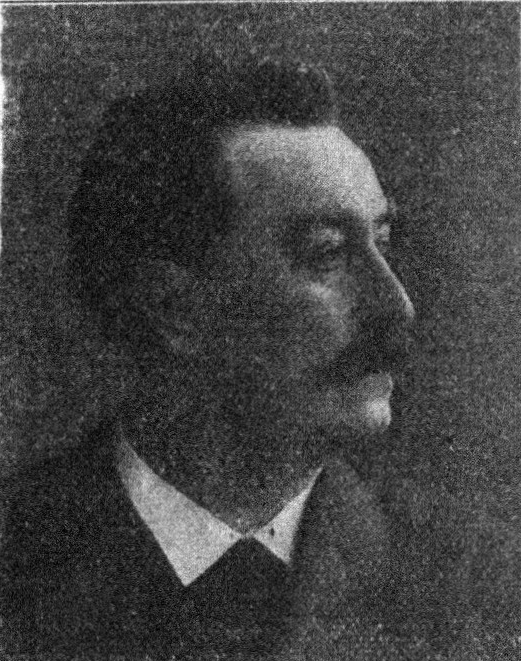
Emil Leys-Paschbach

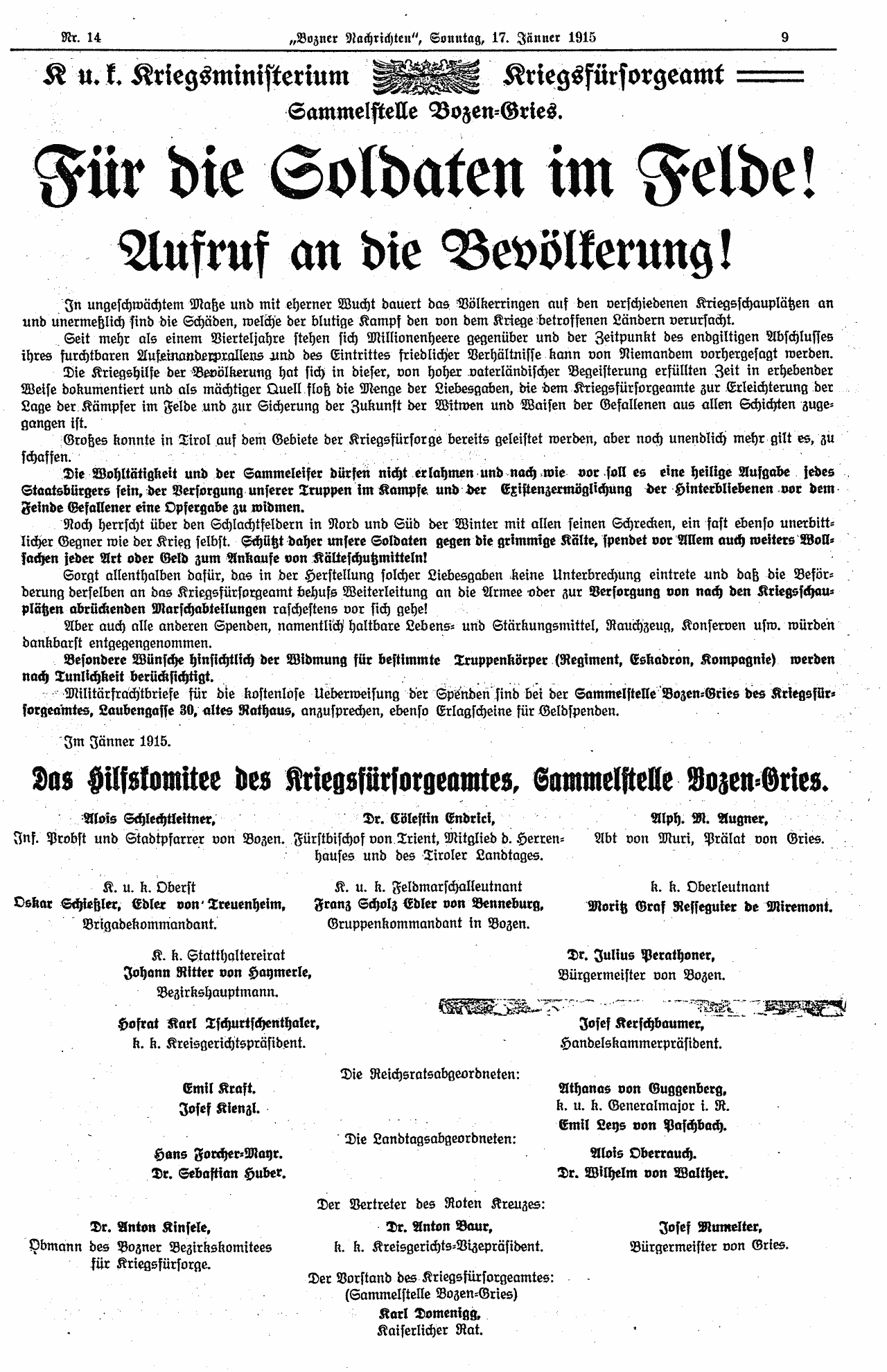
Aufruf des Kriegs-Fürsorgeamtes Bozen-Gries mit Emil-Leys-Paschbach als Mitglied des Hilfskomitees, 1915

Emil von Leys zu Paschbach, auch Paschpach  (* 12. April 1853 in Wien; † 21. Februar 1927 in Montan, Südtirol), war ein österreichischer Politiker der Christlichsozialen Partei (CSP). (Die auf Adel hinweisenden Namensbestandteile sind auf Grund des Adelsaufhebungsgesetzes am 10. April 1919 weggefallen.)

## Ausbildung, Leben und Beruf
Nach dem Besuch der Volks- und Realschule besuchte er eine Weinbauschule und wurde Ökonom.
Leys-Paschbach ließ für seine 1913 verstorbene Ehefrau Marie geb. Tiefenthaler für das Pinzoner Familiengrab einen Gedenkstein von Bildhauer Andreas Kompatscher anfertigen. s. Bild vom Grabmal
1915 fungierte er als Mitglied des Hilfskomitees des Kriegsfürsorgeamtes, Sammelstelle Bozen-Gries, das im Auftrag des k.u.k. Kriegsministeriums Geldsammlungen zugunsten der Hinterbliebenen von gefallenen Soldaten unternahm.

## Politische Funktionen
- 1907–1918: Abgeordneter im Abgeordnetenhaus des Reichsrats (XI. und XII. Legislaturperiode), Wahlbezirk Tirol 14, Christlichsoziale Vereinigung deutscher Abgeordneter
- 21. Oktober 1918 bis 16. Februar 1919: Mitglied der Provisorischen Nationalversammlung für Deutschösterreich, CSP
- Gemeindevorsteher von Montan (1911 im Abgeordnetenverzeichnis als solcher erwähnt; später zum Ehrenbürger ernannt)